# Al-Mahra (muhafaza)
Al-Mahra (arap. المهرة) je jedna od 20 jemenskih muhafaza. Ova pokrajina prostire se na istoku Jemena uz obale Arapskog mora.
Pokrajina al-Mahra ima površinu od 98.249 km² i 89.093 stanovnika, a gustoća naseljenosti iznosi 0,9 st./km².